# (17785) Wesleyfuller
(17785) Wesleyfuller (1998 FX35) – planetoida z grupy pasa głównego asteroid okrążająca Słońce w ciągu 3,32 lat w średniej odległości 2,22 j.a. Odkryta 20 marca 1998 roku.